# Fiona O'Shaughnessy
Fiona O´haughnessy es una actriz irlandesa.

## Biografía
O'Shaughnessy nació en Galway, Condado de Galway. Su familia se trasladó a Reading, Berkshire cuándo tenía 9 años. Regresó a Galway unos años más tarde e inició su carrera en el teatro.
El papel más llamativo de O'Shaughnessy hasta la fecha es la de Salomé, trabajo para el Gate Theatre de Dublín. Otro trabajo de esa etapa incluye el de Shaughraun para el Abbey Theatre de Dublín, que representó en el Teatro West End's Albery en 2005. En 2006 ella apareció en el estreno británico de Blackwater Angel por Jim Nolan en el Teatro Finborough, Londres. Otros trabajos para el Gate Theatre incluye: Arms and the Man, Oliver, La importancia de llamarse Ernesto, Orgullo y prejuicio, Blythe Spirit, Present Laughter (que representó en Charleston, Carolina del Sur), See You Next Tuesday y La gata sobre el tejado de zinc.
O'Shaughnessy interpretó Cate en el debut irlandés de Sarah Kanes interpretando Blasted. Sus papeles en el cine incluyen Clara en Goldfish Memory, The Halo Effect, y The Stronger. Otro trabajo teatral incluye la interpretación de Hilde Wangle en Lady from the Sea y Petra Stockman en El enemigo del pueblo en el Teatro Arcola, Londres. Ella también interpreta a Jessica Hyde en la serie de televisión Utopia. En 2015, protagonizó junto a David Troughton la comedia romántica de terror Nina Forever.

## Filmografía

### Película
| Año  | Título                            | Papel         | Notas               |
| ---- | --------------------------------- | ------------- | ------------------- |
| 1999 | Warlock III: The End of Innocence | Amiga de Kris |                     |
| 2000 | Clubbing                          | Femme Fatale  | Cortometraje        |
| 2001 | Freaky Deaky 10 to 1              | Desconocido   | Cortometraje        |
| 2003 | Goldfish Memory                   | Clara         |                     |
| 2004 | Belonging                         | Stephanie     | Película televisiva |
| 2004 | The Halo Effect                   | Suzie         |                     |
| 2004 | Alejandro Magno                   | Enfermera     |                     |
| 2005 | Still Life                        | Mujer         | Cortometraje        |
| 2005 | Malice Aforethought               | Florence      | Película televisiva |
| 2006 | The Secret Language               | Máthair       |                     |
| 2007 | Until Death                       | Lucy          |                     |
| 2007 | Nightwatching                     | Marita        |                     |
| 2009 | Malice in Wonderland              | Hooker        |                     |
| 2010 | Outcast                           | Niamh         |                     |
| 2015 | Nina Forever                      | Nina          |                     |

### Televisión
| Año       | Título                   | Función         | Notas                               |
| --------- | ------------------------ | --------------- | ----------------------------------- |
| 2007      | Problema en Paraíso      | Síofra McShane  |                                     |
| 2012      | Vexed                    | Sarah Stockwood | Serie:2 Episodio:5                  |
| 2013      | Agatha Christie's Poirot | Katrina         | Episodio «Los Trabajos de Hércules» |
| 2013–2014 | Utopía                   | Jessica Hyde    |                                     |
| 2015      | The Dovekeepers          | Channa          | 2 episodios                         |
| 2016      | The Musketeers           | Juliette        | Episodio: «Fool's Gold»             |
| 2017      | The Living and The Dead  | Martha Enderby  | 2 episodios                         |
| 2017      | Striking Out             | Meg             | Papel principal; 10 episodios       |
| 2018      | Finding Joy              | Silvia          | Episodio: «Letting Go»              |
| 2022      | Halo                     | Laera           | 3 episodios                         |
| 2023      | Fundación                | Dra. Tadj       | Episodio «Why the Gods Made Wine»   |